# Delfina de Pedralbes
Delfina de Pedralbes (Barcelona?, últim terç del segle xv - Monestir de Pedralbes, 6 de juny de 1520) fou una monja clarissa de Pedralbes. Morta en llaor de santedat, fou venerada com a beata a la comunitat, malgrat no tenir un culte oficial.

## Biografia
Catalana, deuria haver nascut a l'últim terç del segle xv. Es casà i en quedar vídua, desenganyada del món, volgué fer vida religiosa. Ingressà a l'Orde de Santa Clara, al Monestir de Pedralbes, on aviat destacà per la seva virtut i la seva vida exemplar. Tingué episodis místics i se li atribuïen miracles, com el guariment de la monja Àngela Cornet, desnonada pels metges i a punt de morir, o de l'abadessa Teresa de Cardona, guarida d'un trencament de la vena de l'ull.
Morí en llaor de santedat, "per ses heroiques virtuts i miracles", com recull un document del monestir, el 6 de juny de 1520.
Quatre anys després de la seva mort, el seu cos fou trobat incorrupte i exhalant flaire aromàtic; fou sebollida al claustre del monestir. No se'n conserven, però, més dades de la seva vida. Fou qualificada de beata en alguns santorals, martirologis i històries de l'orde i el monestir, però no ha rebut culte oficial, fora de la veneració particular del monestir.